# Ronde van Spanje 2009/Achttiende etappe
De achttiende etappe van de Ronde van Spanje 2009 werd verreden op 17 september 2009. Het was een vlakke etappe over 165 kilometer van Talavera de la Reina naar Ávila. Onderweg moesten er 3 cols beklommen worden. De etappe werd gewonnen door de Ier Philip Deignan. Hij behoorde tot een kopgroep van 16 renners die een vrijgeleide kregen van het peloton. In deze groep zat ook Philippe Gilbert die op het einde nog wegsprong maar af te rekenen kreeg met een lekke band en uiteindelijk dertiende werd. Philip Deignan en Roman Kreuziger reden weg in de afdaling van de slotklim en bleven voorop. Deignan won de spurt om de zege. Door deze zege sloop de Ier ook de top tien van het klassement binnen, waarin voor het overige geen markante wijzigingen werden opgetekend.

## Uitslagen
| Uitslag etappe | Uitslag etappe       | Uitslag etappe      | Uitslag etappe        | Uitslag etappe |
| rang           | renner               | land                | ploeg                 | tijd           |
| -------------- | -------------------- | ------------------- | --------------------- | -------------- |
| 1              | Philip Deignan       | Vlag van Ierland    | Cervélo               | 4:19.14        |
| 2              | Roman Kreuziger      | Vlag van Tsjechië   | Liquigas              | + 03"          |
| 3              | Jakob Fuglsang       | Vlag van Denemarken | Team Saxo Bank        | + 16"          |
| 4              | Manuel Vázquez Hueso | Vlag van Spanje     | Contentpolis-Ampo     | + 39"          |
| 5              | Igor Antón           | Vlag van Spanje     | Euskaltel-Euskadi     | + 41"          |
| 6              | Mikaël Cherel        | Vlag van Frankrijk  | La Française des Jeux | z.t.           |
| 7              | Rein Taaramäe        | Vlag van Estland    | Cofidis               | z.t.           |
| 8              | Rémy Di Grégorio     | Vlag van Frankrijk  | La Française des Jeux | z.t.           |
| 9              | Jesús Hernández      | Vlag van Spanje     | Astana                | z.t.           |
| 10             | Jesús del Nero       | Vlag van Spanje     | Fuji-Servetto         | z.t.           |

| Algemeen klassement | Algemeen klassement | Algemeen klassement | Algemeen klassement | Algemeen klassement |
| rang                | renner              | land                | ploeg               | tijd                |
| ------------------- | ------------------- | ------------------- | ------------------- | ------------------- |
|                     | Alejandro Valverde  | Vlag van Spanje     | Caisse d'Epargne    | 78u 56' 42"         |
| 2                   | Robert Gesink       | Vlag van Nederland  | Rabobank            | + 32"               |
| 3                   | Samuel Sánchez      | Vlag van Spanje     | Euskaltel-Euskadi   | + 1' 10"            |
| 4                   | Ivan Basso          | Vlag van Italië     | Liquigas            | + 1' 29"            |
| 5                   | Cadel Evans         | Vlag van Australië  | Silence-Lotto       | + 1' 51"            |
| 6                   | Ezequiel Mosquera   | Vlag van Spanje     | Xacobeo-Galicia     | + 1' 55"            |
| 7                   | Joaquim Rodríguez   | Vlag van Spanje     | Caisse d'Epargne    | + 5' 54"            |
| 8                   | Paolo Tiralongo     | Vlag van Italië     | Lampre              | + 6' 35"            |
| 9                   | Philip Deignan      | Vlag van Ierland    | Cervélo             | + 7' 49"            |
| 10                  | Juan José Cobo      | Vlag van Spanje     | Fuji-Servetto       | + 10' 46"           |

## Nevenklassementen
| Puntenklassement | Puntenklassement   | Puntenklassement   | Puntenklassement | Puntenklassement |
| rang             | renner             | land               | ploeg            | punten           |
| ---------------- | ------------------ | ------------------ | ---------------- | ---------------- |
|                  | André Greipel      | Vlag van Duitsland | Team Columbia    | 123              |
| 2                | Daniele Bennati    | Vlag van Italië    | Liquigas         | 81               |
| 3                | Alejandro Valverde | Vlag van Spanje    | Caisse d'Epargne | 80               |

| Bergklassement | Bergklassement     | Bergklassement     | Bergklassement | Bergklassement |
| rang           | renner             | land               | ploeg          | punten         |
| -------------- | ------------------ | ------------------ | -------------- | -------------- |
|                | David Moncoutié    | Vlag van Frankrijk | Cofidis        | 186            |
| 2              | David de la Fuente | Vlag van Spanje    | Fuji-Servetto  | 89             |
| 3              | Pieter Weening     | Vlag van Nederland | Rabobank       | 60             |

| Combinatieklassement | Combinatieklassement | Combinatieklassement | Combinatieklassement | Combinatieklassement |
| rang                 | renner               | land                 | ploeg                | punten               |
| -------------------- | -------------------- | -------------------- | -------------------- | -------------------- |
|                      | Alejandro Valverde   | Vlag van Spanje      | Caisse d'Epargne     | 10                   |
| 2                    | Robert Gesink        | Vlag van Nederland   | Rabobank             | 11                   |
| 3                    | Ezequiel Mosquera    | Vlag van Spanje      | Xacobeo-Galicia      | 21                   |

| Ploegenklassement | Ploegenklassement | Ploegenklassement   | Ploegenklassement | Ploegenklassement |
| rang              | ploeg             | land                | tijd              |                   |
| ----------------- | ----------------- | ------------------- | ----------------- | ----------------- |
|                   | Xacobeo-Galicia   | Vlag van Spanje     | 236u 30' 36"      |                   |
| 2                 | Astana            | Vlag van Kazachstan | + 27' 10"         |                   |
| 3                 | Caisse d'Epargne  | Vlag van Spanje     | + 29' 12"         |                   |

## Opgaves

### Niet meer gestart
- Maksim Iglinski (Astana)
- Ryder Hesjedal (Garmin-Slipstream)
- Christian Meier (Garmin-Slipstream)
- Bert Grabsch (Team Columbia)

### Opgegeven
- Julien Loubet (ag2r Prévoyance)
- Tom Danielson (Garmin-Slipstream)
- Gerald Ciolek (Team Milram)
- Björn Leukemans (Vacansoleil)

1e etappe ·
2e etappe ·
3e etappe ·
4e etappe ·
5e etappe ·
6e etappe ·
7e etappe ·
8e etappe ·
9e etappe ·
10e etappe ·
11e etappe ·
12e etappe ·
13e etappe ·
14e etappe ·
15e etappe ·
16e etappe ·
17e etappe ·
18e etappe ·
19e etappe ·
20e etappe ·
21e etappe
Startlijst · Eindstanden · Afbeeldingen
 winnaars · rode trui · 
 puntenklassement · 
 bergklassement · 
 combinatieklassement · 
 jongerenklassement · 
 ploegenklassement · 
 strijdlust

 Belgische leiderstruidragers · etappewinnaars

 Nederlandse leiderstruidragers · etappewinnaars
1935 · 1936 · 1937 · 1938 · 1939 · 1940 · 1941 · 1942 · 1943 · 1944 · 1945 · 1946 · 1947 · 1948 · 1949 · 1950 · 1951 · 1952 · 1953 · 1954 · 1955 · 1956 · 1957 · 1958 · 1959 · 1960 · 1961 · 1962 · 1963 · 1964 · 1965 · 1966 · 1967 · 1968 · 1969 · 1970 · 1971 · 1972 · 1973 · 1974 · 1975 · 1976 · 1977 · 1978 · 1979 · 1980 · 1981 · 1982 · 1983 · 1984 · 1985 · 1986 · 1987 · 1988 · 1989 · 1990 · 1991 · 1992 · 1993 · 1994 · 1995 · 1996 · 1997 · 1998 · 1999 · 2000 · 2001 · 2002 · 2003 · 2004 · 2005 · 2006 · 2007 · 2008 · 2009 · 2010 · 2011 · 2012 · 2013 · 2014 · 2015 · 2016 · 2017 · 2018 · 2019 · 2020 · 2021 · 2022 · 2023 · 2024 · 2025